# Dietes bicolor
Dietes bicolor (ook wel gele wilde iris of Spaanse iris) is een meerjarige, rizoomvormende, kruidachtige plant uit de lissenfamilie (Iridaceae). De plant wordt 50 tot 70 cm hoog, heeft lichtgroene lintvormige bladeren (1 tot 2 cm breed), en lichtgele tot soms witte bloemen (60 mm). De bloemen hebben zes kroonbladen; de drie buitenste daarvan hebben aan de basis een bruine tot paarse vlek. De plant kan tegen halfschaduw, maar doet het beter in de volle zon. In hete gebieden is het beter als de plant enige schaduw kan genieten. Dietes bicolor kan goed tegen droogte. Een bloem bloeit slechts één dag, maar doordat de plant zoveel knoppen maakt staat deze bijna voortdurend in bloei.
De soort komt van oorsprong in Zuid-Afrika voor, en bloeit daar in de maanden oktober tot januari. Aan het begin van de negentiende eeuw in Europa ingevoerd en gekweekt. De optimale plantafstand is 30 cm tot 60 cm.

## Wetenschappelijke naam
De naam wordt in verschillende publicaties met verschillende auteursnamen geciteerd, waarbij bijna altijd de naam van Robert Sweet valt. De eerste vermelding is door John Claudius Loudon in de tweede druk van Loudon's Hortus britannicus (1832) op pagina 587 van het First additional supplement als Dietes bicolor Sweet MSS, met een verwijzing naar een afbeelding van de soort als Iris bicolor Lindl. in Bot. reg. 1404. In Edwards's Botanical Register deel 17 (1831) wordt de soort door John Lindley beschreven als Iris bicolor, vergezeld van een afbeelding. De naam Iris bicolor was echter ongeldig omdat die in 1768 al voor een andere soort was gebruikt door Philip Miller. Ook Dietes bicolor van Loudon was geen geldig gepubliceerde combinatie omdat de geslachtsnaam Dietes pas in 1866 geldig werd gepubliceerd. De eerste die een geldige naam gaf was Ernst Gottlieb von Steudel, die in 1841 de combinatie Moraea bicolor publiceerde. De naam Dietes bicolor werd tot slot in 1866 door Friedrich Wilhelm Klatt geldig gepubliceerd in het tijdschrift Linnaea.
- Iris bicolor Lindl. (1831), nom. illeg. non Mill. (1768)
- Dietes bicolor Sweet ex Loud. (1832), nom. inval.
- Moraea bicolor Steud. (1841)
- Dietes bicolor (Steud.) Klatt (1866)

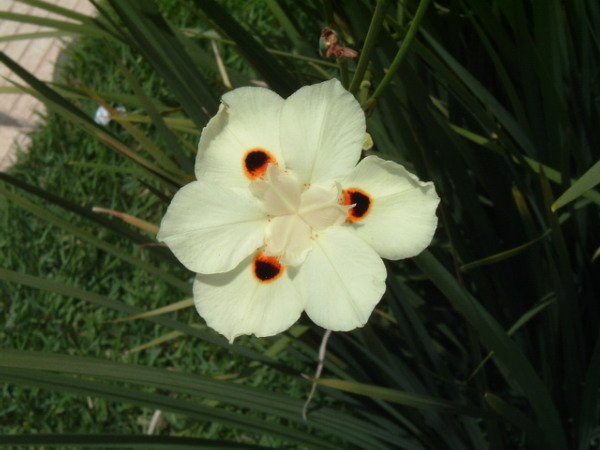
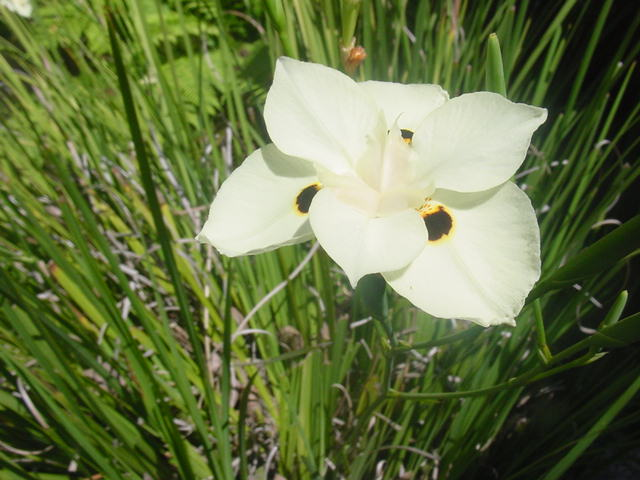
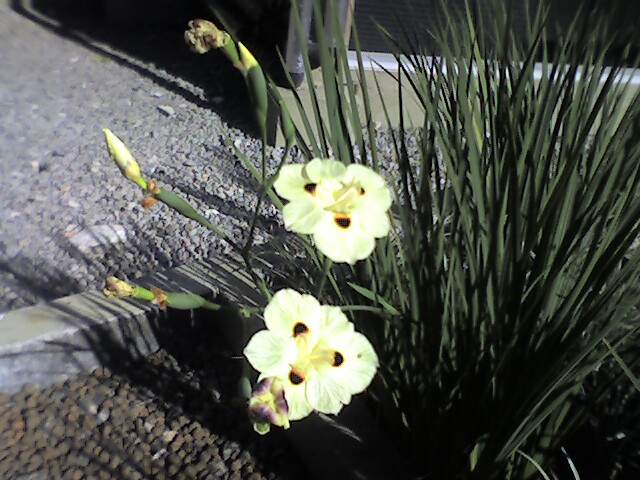
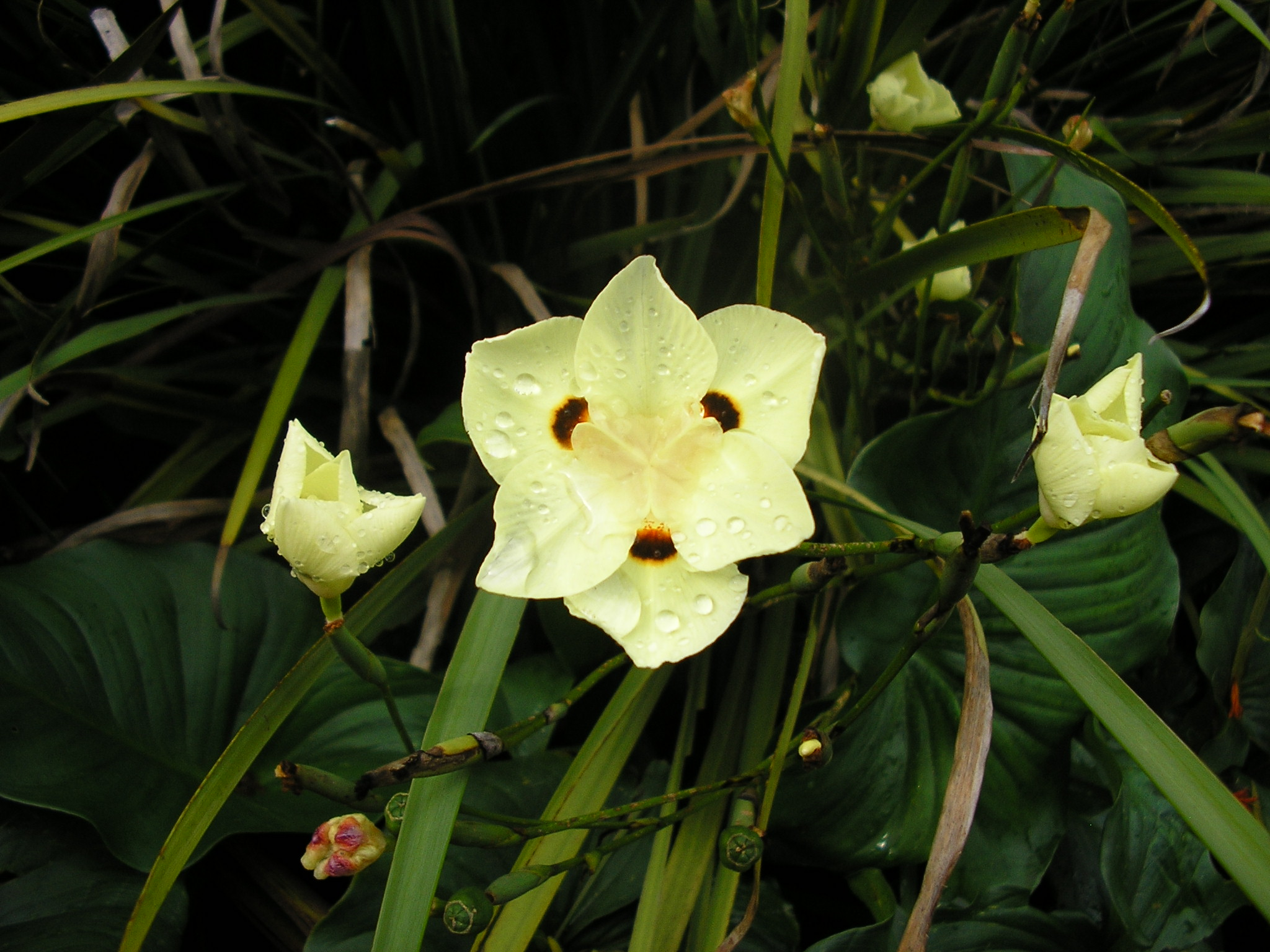